# داينستي واريورز 6
دينستي ووريورز 6 (باليابانية: 真・三國無双５، بالروماجي: Shin Sangoku Musōu 5) (بالإنجليزية: Dynasty Warriors 6) هي لعبة فيديو من نوع بيتم أب وتقع أحداثها في الصين القديمة في فترة تسمى الممالك الثلاث (حوالي 200م)، طورت اللعبة من قبل أوميغا فورس ونشرت بواسطة كويي، صدرت اللعبة في مايو 2009.

## المواقع الخارجية
- Official Dynasty Warriors 6 Empires website[وصلة مكسورة] (بالإنجليزية)
- الموقع الرسمي
 (باليابانية)